# Nachal Dalit
Nachal Dalit (hebrejsky: נחל דלית) je krátké vádí v severním Izraeli, v regionu Vádí Ara.
Začíná v nadmořské výšce necelých 350 metrů nad mořem, západně od vesnice Mej Ami, poblíž pramene Ejn Dalit (עין דלית). Vádí pak směřuje k západu, přičemž se zařezává do okolního terénu. Ústí pak zprava do vádí Nachal Seraja poblíž živelně vzniklé osady al-Mu'alaka.